# Rohrbach (Sinsheim)
Rohrbach is een plaats in de gemeente Sinsheim in de Duitse deelstaat Baden-Württemberg.

## Geschiedenis en economie
Zie ook de in het kader aangegeven pagina op de website van de gemeente Sinsheim, en onder: Kraichgau.
Het dorp Rohrbach (rietbeek) wordt in een document uit 1099 voor het eerst vermeld.
Tot aan de Napoleontische tijd was het dorp lange tijd deel van het wereldlijke Bisdom Worms. De baronnen Von Venningen waren de meeste tijd hun leenmannen, en dus de feitelijke machthebbers in het dorp. De bevolking leed de meeste tijd onder armoede, daar de door de heren opgelegde belastingen en herendiensten zwaar waren.
In de Dertigjarige Oorlog (1618-1648) hadden bijna alle plaatsen in de gemeente Sinsheim, en dus ook Rohrbach, zeer veel te lijden van plundering, brandstichting, besmettelijke ziektes enz.. In 1674, in de Hollandse Oorlog, vond een door de Franse troepen tegen die van de keizer gewonnen veldslag plaats (Slag bij Sinsheim). Doortrekkende, plunderende soldaten veroorzaakten in Rohrbach veel ellende. Ook in de Negenjarige Oorlog (1688-1697) ontkwam het dorp niet aan rampspoed. Franse troepen bezetten de Palts in het najaar van 1688 en trokken zich in 1689 weer terug, maar opnieuw niet na eerst grote verwoestingen te hebben aangericht. Tijdelijke vooruitgang trad op, toen aan het eind van de 18e eeuw een doorgaande straatweg naar Steinsfurt vanuit Sinsheim door het dorp kwam te liggen. Nadeel was, dat in de Napoleontische Oorlogen weer Franse troepen doortrokken. In de 19e eeuw werd de doorgaande weg zuidelijker naar het nog bestaande tracé verlegd en kwam Rohrbach weer wat meer achteraf te liggen.
In 1806 kwam het dorp aan het Groothertogdom Baden. De eerste helft van de 19e eeuw werd weer door armoede en emigratie naar de Verenigde Staten gekenmerkt. Pas na de Tweede Wereldoorlog werd het dorp uitgebreid. Eerst met een woonwijk voor Heimatvertriebene, Duitsers uit in 1945 o.a. Pools geworden gebieden, na 1971 met woonwijken voor forensen met een baan in het direct ten westen van Rohrbach gelegen Sinsheim. Rohrbach was niet langer een boerendorpje, maar was een woonforensendorp geworden, wat het tot op de huidige dag is.

## Afbeeldingen

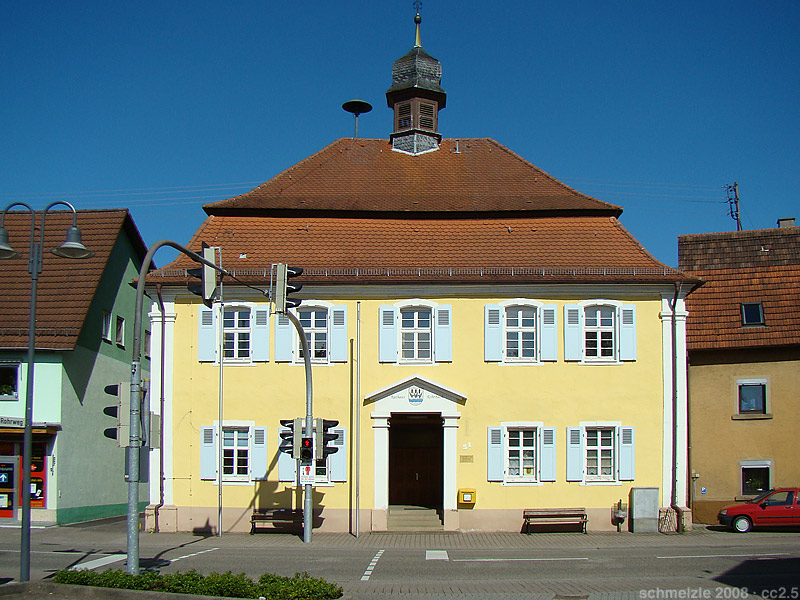
Voormalig gemeentehuis
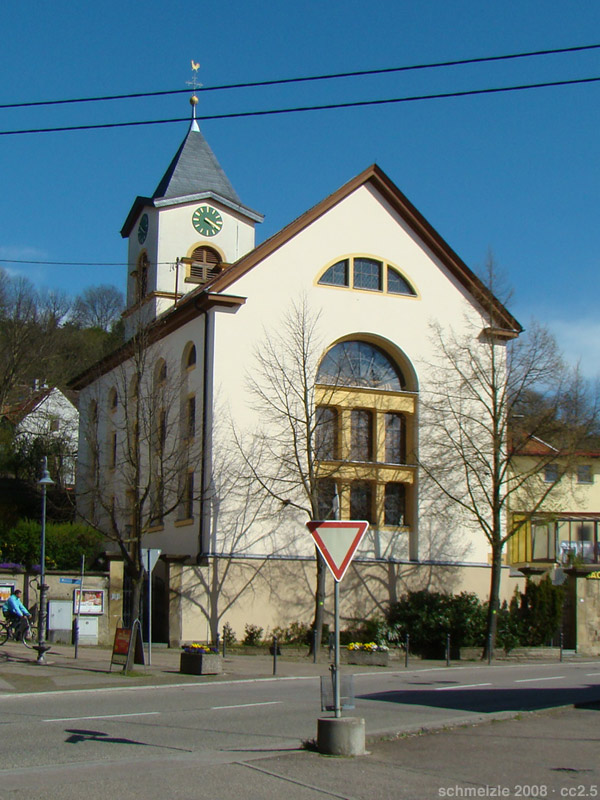
Evang.-lutherse kerk (1823)
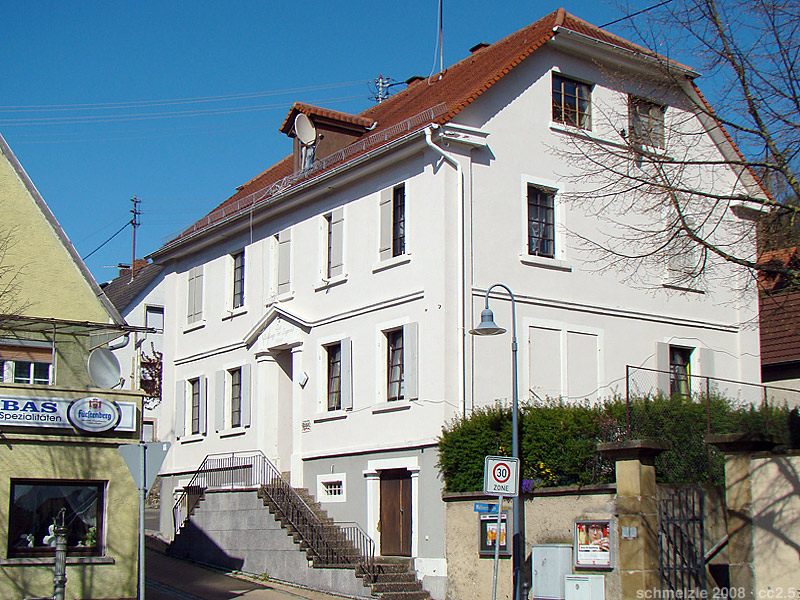
Voormalig schoolgebouw
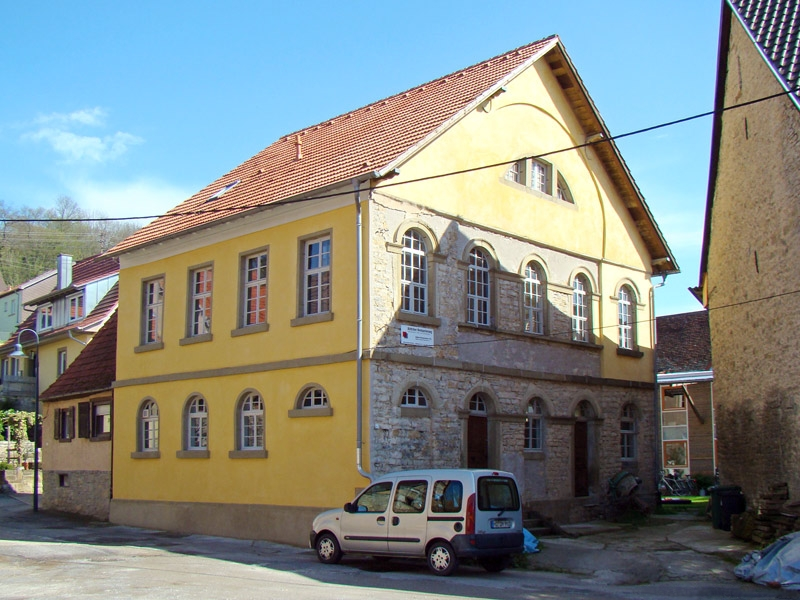
Voormalige synagoge (1832; particulier bewoond)

Adersbach · Dühren · Ehrstädt · Eschelbach · Hasselbach · Hilsbach · Hoffenheim · Sinsheim · Reihen · Rohrbach · Steinsfurt · Waldangelloch · Weiler